# تينا إنغل
تينا إنغل (بالألمانية: Tina Engel) (و. 1950 – م) هي ممثلة، وممثلة مسرحية، وممثلة أفلام من ألمانيا . ولدت في هانوفر.

## روابط خارجية
- تينا انجل على موقع IMDb (الإنجليزية)
- تينا انجل على موقع ألو سيني (الفرنسية)
- تينا انجل على موقع أول موفي (الإنجليزية)
- تينا انجل على موقع قاعدة بيانات الأفلام السويدية (السويدية)
- تينا انجل على موقع قاعدة بيانات الفيلم (الإنجليزية)
- تينا انجل على موقع كينوبويسك (الروسية)
- تينا انجل على موقع كينوبويسك (الروسية)